# Varuna (romanzo)
Varuna (in lingua originale Varouna) è un romanzo dello scrittore Julien Green, pubblicato nel 1940 dalle edizioni Plon di Parigi.
Il libro è stato tradotto in inglese, polacco, ceco, giapponese, spagnolo, tedesco. In italiano è uscito nel 1953, nella traduzione di Camillo Sbarbaro.

## Trama

### Struttura
Questo romanzo è suddiviso in tre parti, lontane nel tempo e nello spazio. Le prime due sono esposte in terza persona, l'ultima è in prima persona, quasi un diario. La parte iniziale si dipana tra il Galles, la Danimarca e la Svezia in un'epoca non precisata, ma precedente alla cristianizzazione completa di queste plaghe. La seconda parte è ambientata nella Francia negli ultimi decenni del XVI secolo. La terza parte si svolge a Parigi, negli anni immediatamente precedenti lo scoppio della prima guerra mondiale.

### Parte prima: Hoël
Nel Galles del X secolo, Hoël è un ragazzino che cresce senza istruzione, né comprensione di ciò che gli sta attorno. Le sere di burrasca, i suoi genitori gli dicono di correre sulla scogliera con una lanterna; lui non sa perché, ma i due adulti attirano i navigli in difficoltà verso gli scogli e, una volta che le imbarcazioni sono affondate, derubano i cadaveri dei marinai. Così Hoël un giorno viene in possesso della catena, come vomitata dai flutti. Non è preziosa, ma sembra perfetta, calda e priva di saldature. Il ragazzo se la mette in tasca e la mostra solo al suo amico Marcion, un eremita cristiano che vive fuori dal villaggio. Il sant'uomo inorridisce e, presa la catena al ragazzo, si allontana con lui in barca per gettarla di nuovo donde è venuta.
Dapprima il ragazzo piange, ma poi si addormenta e fa molti sogni: la catena è passata da un personaggio all'altro, tutti illustri e potenti. Il viaggio dell'oggetto dura da millenni e il prossimo predestinato a riceverla è proprio lui, Hoël, che viene esortato a riprenderselo. Ma così non avviene, perché Hoël si lascia cullare dai sogni e quando si sveglia del tutto, Marcion ha già gettato in profondità lo strano monile. Poco dopo, i genitori di Hoël, denunciati e colti in flagrante, vengono impiccati e il ragazzo è scacciato dal paese. Vivendo di espedienti, arriva a un porto, poi raggiunge la Danimarca, infine la Svezia. Non arricchisce mai, ma nulla gli manca, perché sa suonare la cornamusa e diverte gli abitanti dei luoghi che raggiunge.
Gli anni passano e Hoël si accorge di colpo di non essere più gradito. Inoltre certi missionari, accompagnati da cavalieri armati, sono venuti a cristianizzare la popolazione pagana. Hoël sfugge al battesimo collettivo, perché sostiene che da ragazzo, Marcion gli aveva fatto il Segno della Croce in fronte. Nessuno gli fa violenza, ma ormai è chiaro che deve partire e gli è venuta nostalgia della patria gallese. Con molti espedienti torna dove è nato: molti sono gli incontri che fa, ma nessuno è rassicurante. Quando arriva nei pressi del paese natio, qualcuno gli parla della ricca Morgane e Hoël si introduce in casa sua. Lei sostiene di aver aspettato uno che la amasse, passando perciò gli anni a radunare ricchezze inutili. Hoël, tentato, in piena notte, entra nella stanza di Morgane e le taglia la gola per impadronirsi delle ricchezze, chiuse in un grosso forziere. Ma ecco che al collo della donna sgozzata egli vede e riconosce la catena: senza prendere nient'altro, fugge e la mattina dopo si consegna alle autorità. Hoël è molto pentito, ma conosce due sole parole cristiane: Padre nostro. Invitato a pregare, sarà giustiziato con queste parole sulle labbra.

### Parte seconda: Hélène
Nel 1585 la quattordicenne Hélène Lombard si trova a vivere in una città francese, con il padre Bertrand e la zia Marguerite in una casa vecchia e un tantino malandata, ma molto illustre. Al momento della sua nascita, la madre è morta di parto, e la responsabilità del padre è chiara, poiché il medico aveva dissuaso l'allor giovane gentiluomo a ingravidare la sposa. Così Bertrand vive la crescita della figlia con dolore; ha accettato che Marguerite, sorella minore della moglie, sia entrata in casa e abbia provveduto all'educazione della bambina. Volendo darle un precettore, Bertrand si è rivolto a un cugino povero, ma noto per il suo sapere: Eustache Croche. Tra il precettore e la fanciulla passano discorsi strani: Hélène si chiede come mai è nata in quel tempo e in quel luogo, e ancor più strani sogni la visitano di notte. Questi discorsi sono pericolosi, perché il precettore ha anche una certa fama di mago e infatti ben presto si interrompono.
Si avvicina il quindicesimo compleanno di Hélène e il padre decide di festeggiarlo, rinnovando gli arredi, ingaggiando un'orchestra e facendo indossare alla figlia una collana di rubini appartenuta alla madre. Tuttavia, la fortissima impressione che l'altra Hélène, quella morta, sia rivissuta nella figlia, sconvolge a tal punto il padre che, con la complicità di Eustache Croche, tenta di far resuscitare la defunta moglie. Mentre si prepara la festa, un venditore ambulante porta alla fanciulla una curiosa catena e lei la nasconde sulla sua persona. I sogni si moltiplicano e ormai la ragazzina è convinta di aver vissuto vite precedenti attraverso le sue antenate femminili. In questo stato precario della mente la avvicina un innamorato, un ragazzo vestito di bianco e che non è originario della regione. Durante la festa lui riesce a baciarla e la notte seguente la fa uscire di casa per dirle che è in pericolo.
Il ragazzo era diventato discepolo di Croche, allo scopo di arrivare all'adorabile fanciulla, ma non è per lui così facile convincerla che il padre e Croche si sono alleati per compiere un crimine ai suoi danni. L'innocenza di Hélène è fortissima e non le permette di comprendere quanto il ragazzo le va dicendo: alla fine, quando si separano, egli riesce a trasmetterle solo di non staccarsi mai dalla zia e di non guardare Eustache. Intanto il padre, completamente subornato da Croche, è andato al cimitero e si è fatto convincere dal cugino che, aperta la bara della moglie, ci fosse dentro lo scheletro di un neonato. Questo vorrebbe dire che la nuova Hélène ha preso il posto della madre sin da subito ed è cresciuta dimenticando la vita precedente. Ma lui, Croche, sa come ridestarla alla nuova identità e i due si dirigono a casa. Tutte le raccomandazioni ricevute non hanno l'effetto desiderato: Hélène non può evitare di guardare Eustache e la zia Marguerite è allontanata in malo modo. Con banali pratiche ipnotiche Croche riduce Hélène all'obbedienza e lei si dichiara al padre come moglie sottomessa allo sposo. Colto da un colpo apoplettico, Bertrand muore sul colpo: Eustache si impadronisce del suo denaro e gli mette sotto la testa un libro di preghiere; poi ordina a Hélène di dormire e svegliarsi l'indomani.

### Parte terza: Jeanne
Il diario di Jeanne comincia nel 1907. La donna, assai giovane, vive con l'amato marito Louis e i due fratelli maggiori, Bernard e Laurence. Jeanne ha avuto un buon successo con un romanzo e ora sta cercando il modo di scriverne un altro, ma non si sente felice per il fatto che suo fratello e sua sorella, tanto più adulti di lei, pretendono di avere il monopolio della critica letteraria e hanno pressoché ignorato il lavoro della loro sorellina. Per questo e altri futili motivi, Jeanne vive sempre più attaccata al marito, al quale vuole nascondere il suo dolore.
Passano i mesi e gli anni: Jeanne non riesce a scrivere il romanzo che desidera, anzi è preceduta da un pedante studioso che ha fatto le sue stesse ricerche. Nella loro città, nel 1585, un processo per stregoneria aveva turbato la popolazione: un tale di nome Eustache Croche era finito sul rogo, dopo aver procurato la morte di un ricco cugino, Bertrand Lombard. A detta dei testimoni, il povero Lombard era stato circuito dal cugino in odore di eresia e negromanzia, il quale aveva promesso di resuscitare la defunta moglie nella persona della figlia e offrire a Lombard un esecrabile e proibito godimento. Le accuse venivano da Marguerite, cognata di Lombard, che aveva sentito tutto da dietro la porta, ma anche dalla giovane Hélène che non ricordava di essere stata ipnotizzata, ma sapeva che i due uomini tramavano contro di lei. Non ritrovando il ragazzo biancovestito e pensando che Hélène fosse decisamente matta, si stava per spedirla in manicomio, quando lei, di spontanea volontà, aveva scelto il convento. E la zia Marguerite aveva donato due terzi di quanto ereditato da Lombard ai poveri della città.
Questo per sommi capi il romanzo che Jeanne avrebbe voluto scrivere. Invece si sfoga con un taccuino in cui annota il tempo che passa. Bernard muore all'improvviso; la famiglia si divide e si trasferisce a Parigi, ma Jeanne e Laurence non si fanno visite. Quando anche Laurence muore, Jeanne si rende conto che la sorella l'aveva tenuta accuratamente a distanza. Per solitudine e per il marito che l'adora da sempre, Jeanne si attacca al suo libro e si immedesima sempre più nella suorina che Hélène Lombard era diventata. Ammalatasi, Jeanne aveva sognato di essere una ricca proprietaria di pecore e che le veniva tagliata la gola da Louis: lei pensava di avere al collo la fatidica collana che però non aveva mai visto nella realtà. Finché, nel 1914, in occasione di un viaggio in Inghilterra, in una sala di museo, Jeanne e Louis vedono, tra mille altri reperti, proprio la collana, portata da Hoël, Morgane ed Hélène e riconosciuta come fatale da Lombard. Ora sono loro a riconoscere l'oggetto, entrambi ne sono destinatari, sebbene non possano raggiungere la catenella, custodita dalla teca del museo. Ma un'ultima sorpresa aspetta Jeanne: un sogno in cui le appare Hélène e le dice di custodire bene la catena al collo. Jeanne sente l'oggetto al quale la nivea creatura appende una croce.

## Edizioni in italiano
- Varuna, di Julien Green; traduzione dal francese di Camillo Sbarbaro, A. Mondadori, Milano-Verona 1953
- Varuna: romanzo di Julien Green, Corbaccio, Milano 1993
- Varuna: romanzo, Julien Green; TEA, Milano 1996